# Laxong Co
Laxong Co (kinesiska: Laxiong Cuo, 拉雄错) är en sjö i Kina. Den ligger i den autonoma regionen Tibet, i den sydvästra delen av landet, omkring 760 kilometer nordväst om regionhuvudstaden Lhasa. Laxong Co ligger 4 885 meter över havet. Arean är 58 kvadratkilometer. Trakten runt Laxong Co är ofruktbar med lite eller ingen växtlighet. Den sträcker sig 9,0 kilometer i nord-sydlig riktning, och 9,2 kilometer i öst-västlig riktning.
Genomsnittlig årsnederbörd är 223 millimeter. Den regnigaste månaden är juli, med i genomsnitt 59 mm nederbörd, och den torraste är december, med 1 mm nederbörd.